# Добре (Грайворонський район)
Добре (рос. Доброе) — село у Грайворонському районі Бєлгородської області Російської Федерації.
Населення становить 646 осіб. Входить до складу муніципального утворення Грайворонський міський округ.

## Історія
Населений пункт розташований у східній частині української суцільної етнічної території — східній Слобожанщині.

## Населення
| 2002 | 2010 |
| ---- | ---- |
| 653  | ↘646 |